# Idioma polaco
El idioma polaco (polskiⓘ, polszczyznaⓘ) es una lengua eslava del grupo occidental hablado principalmente en Polonia. Se escribe con el alfabeto polaco, una extensión del latino con gran uso de dígrafos y varias letras extra: Ą, Ć, Ę, Ł, Ń, Ó, Ś, Ź y Ż.
El polaco se habla principalmente en Polonia, pero los emigrantes han llevado el idioma consigo, por lo que hay un número significativo de polacoparlantes en Alemania, principalmente entre inmigrantes polacos de primera generación; igualmente es hablado considerablemente en Argentina, Australia, Austria, Estados Unidos y Hungría, con alrededor de 100 000 hablantes por cada país y tiene otras comunidades significativas de hablantes en
Brasil, Canadá, República Checa, Irlanda, Israel, Kazajistán, Letonia, México y Países Bajos. 
En el Reino Unido alrededor de 500 000 habitantes hablan polaco de forma fluida, superando así al galés y convirtiéndose en la segunda lengua más hablada tras el inglés.
Además, todavía existen minorías polacoparlantes en las tierras anexionadas por la Unión Soviética después de la Segunda Guerra Mundial: Bielorrusia, Lituania y Ucrania.[cita requerida]

## Aspectos históricos, sociales y culturales

### Estatus oficial
El polaco es idioma oficial de Polonia, así como del condado de Vilna (Lituania).

### Dialectos

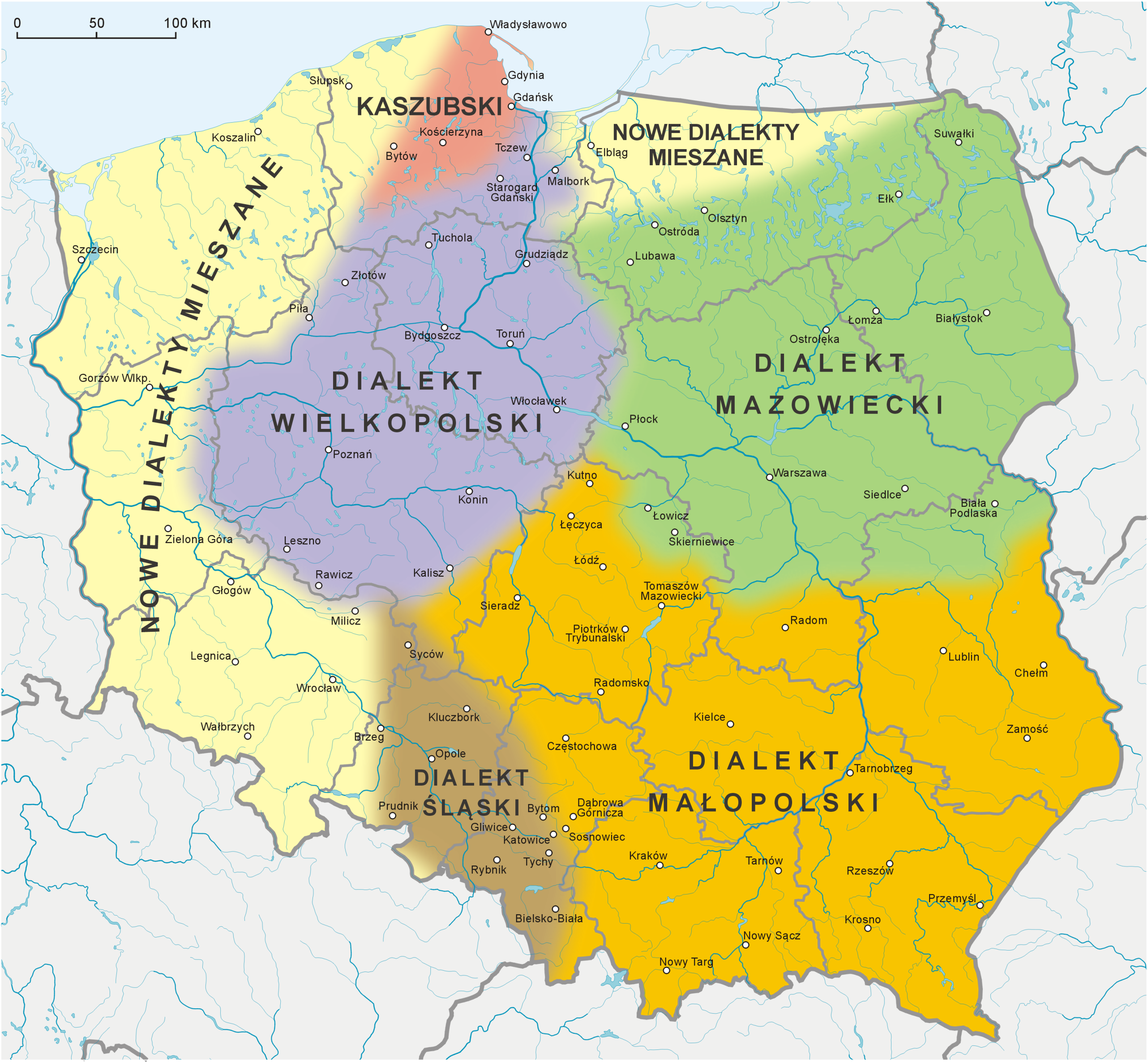
Dialectos hablados en Polonia.

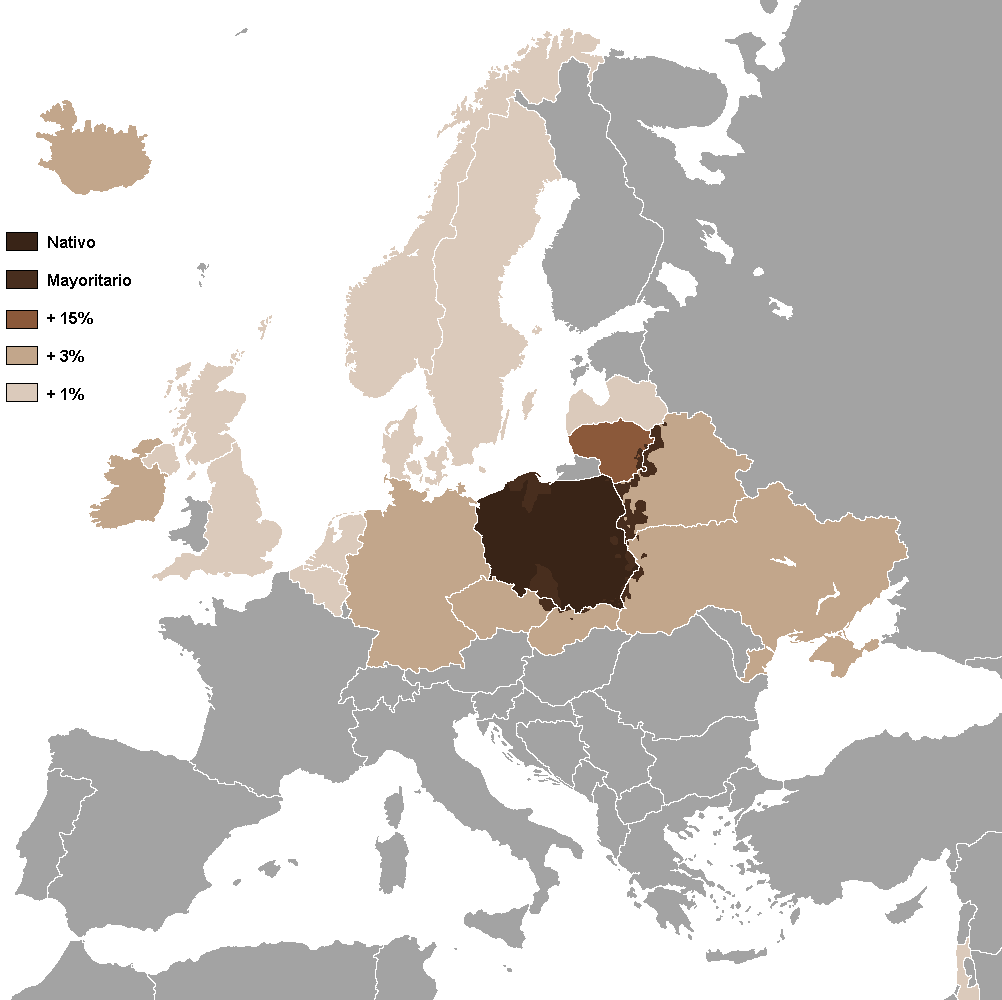
Uso del polaco en Europa.

El polaco tiene varios dialectos que corresponden básicamente a las antiguas divisiones tribales: los más significativos (en número de hablantes) son el de la Gran Polonia (en el noroeste), el de la Pequeña Polonia (sureste), el mazoviano (Mazovia y Mazuria ) y el silesio (Śląskie, Silesia). El mazoviano comparte algunas características con el kashubo, cuyos hablantes (entre 100 000 y más de 200 000) viven al oeste de Gdansk cerca del mar Báltico.

## Fonología
El polaco cuenta con seis vocales orales y dos nasales. Las vocales orales son: /i/ (escrito i), /ɨ/ (escrito y), /ɛ/ (escrito e), /a/ (escrito a), /ɔ/ (escrito o) y /u/ (escrito u o ó). Las vocales nasales son: /ɛ̃/ (escrito ę) y /ɔ̃/ (escrito ą).
El sistema polaco de consonantes es complejo: entre sus características más relevantes se incluyen las series de consonantes africadas y palatales resultantes de cuatro palatalizaciones protoeslávicas y dos palatizaciones posteriores que tuvieron lugar en el polaco y el bielorruso. Dicho conjunto de consonantes, junto con su escritura más común, puede presentarse como a continuación:
- Plosivas: /p/ (p), /b/ (b), /t/ (t), /d/ (d), /k/ (k), /ɡ/ (g), y las formas palatizadas /kʲ/ (ki) y /ɡʲ/ (gi)
- Fricativas: /f/ (f), /v/ (w), /s/ (s), /z/ (z), /ʂ/ (sz), /ʐ/ (ż, rz), /ɕ/ (ś, si), /ʑ/ (ź, zi), /x/ (ch, h) y /xʲ/ (chi, hi)
- Africadas: /t͡s/ (c), /d͡z/ (dz), /ʈ͡ʂ/ (cz), /ɖ͡ʐ/ (dż), /t͡ɕ/ (ć, ci), /d͡ʑ/ (dź, dzi)
- Nasales: /m/ (m), /n/ (n), /ɲ/ (ń, ni)
- Aproximantes: /l/ (l), /j/ (j), /w/ (ł)
- Vibrante múltiple /r/ (r)

Respecto a las africadas, estas se distinguen de secuencias de oclusiva y fricativa, por ejemplo, czy de trzy. Se presenta también la neutralización de los pares de consonantes sordas y sonoras en algunos ambientes, como en final de palabra por ensordecimiento y en determinadas secuencias consonánticas por asimilación. Las letras ź, dz, dź se pronuncian como ś, ts, ć al final de la palabra, respectivamente. Además el dígrafo rz y la letra ż se pronunciarán sz después de la p, la t, la k y al final de palabra.

### Acento
Por norma general, la gran mayoría de las palabras en polaco llevan el acento en la penúltima sílaba. Tan solo en palabras de origen extranjero, en ciertos tiempos verbales como las conjugaciones plurales del pasado y en el condicional, además de verbos en primera persona plural de tiempo pasado, deja de cumplirse esta regla.
Por ejemplo, en las palabras uniwersytet, muzyka, poszliśmy, zrobiliśmy, el acento recae sobre la antepenúltima sílaba en el lenguaje literario, mientras que en el lenguaje hablado, el acento recae en la penúltima sílaba.

## Escritura
El alfabeto polaco se derivó del alfabeto latino mediante la modificación de caracteres por diacríticos. Este alfabeto fue una de las tres formas principales de ortografía latina desarrollada para una lengua eslava, siendo las otras dos la checa y la croata. El casubio usa un sistema basado en la escritura polaca. La escritura polaca es mayormente fonémica, se da una correspondencia regular entre los grupos de caracteres y fonemas, con pocas excepciones.
Los diacríticos usados en el alfabeto polaco son la kreska (similar gráficamente al acento agudo) en las letras ć, ń, ó, ś, ź y atravesando la letra en ł; el punto o kropka en la letra ż, y el ogonek ("colita") en las letras ą, ę. Las letras q, v, x se usan en nombres y palabras extranjeras. En los últimos tiempos está de moda utilizar esos caracteres en la jerga juvenil, como por ejemplo en el restaurante varsoviano Qchnia, es decir, kuchnia, que significa cocina.

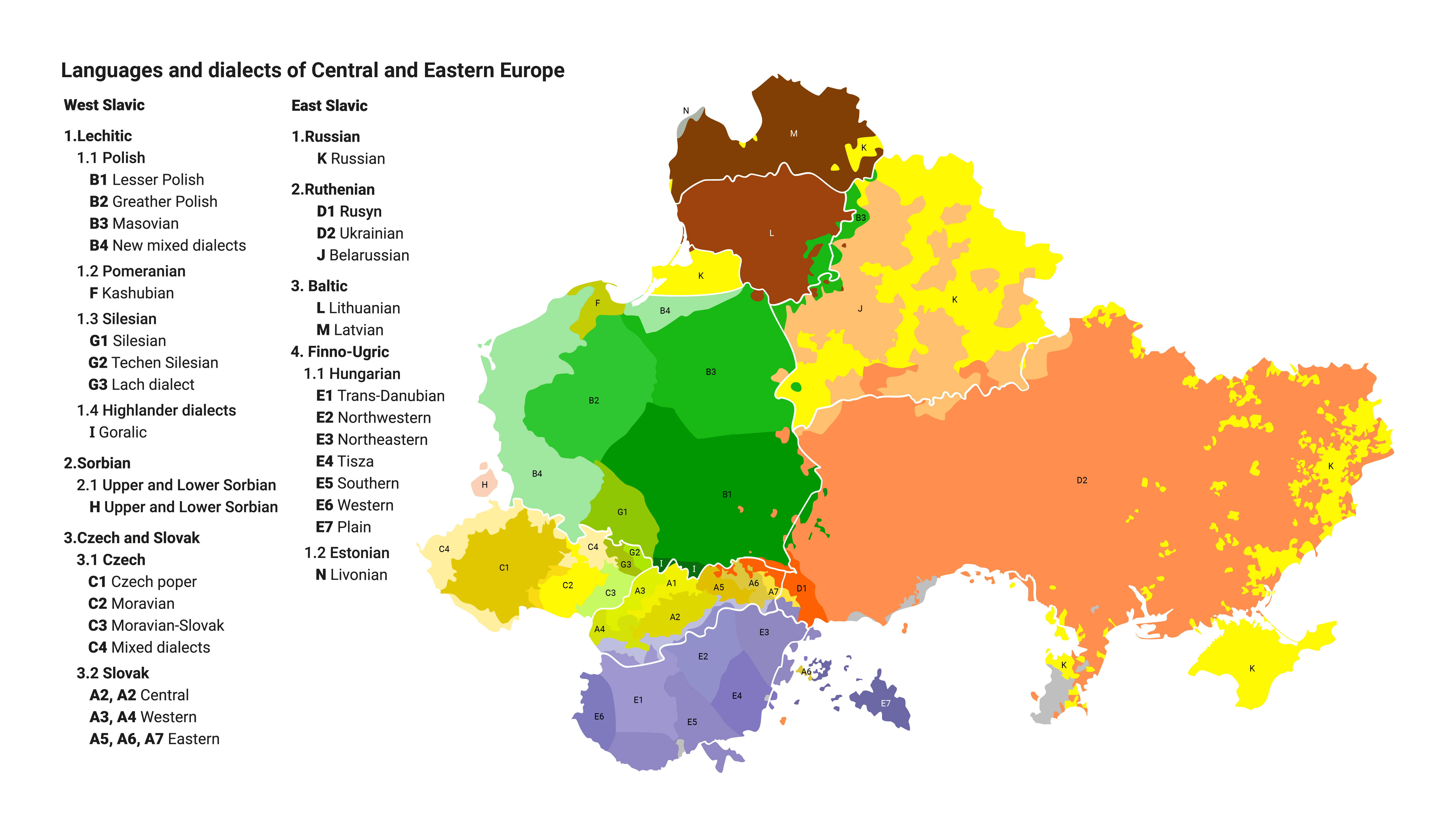
Mapa con los dialectos del idioma polaco hablado en Europa Centro-Este.

En suma, el alfabeto polaco tiene 35 caracteres; 9 son vocálicos y 26 son consonánticos.

### Vocales
En polaco existen nueve vocales, de las cuales siete son simples y dos nasales. De las simples, cinco son las mismas que en español [a, e, i, o, u]; además la <ó> tiene una pronunciación diferente y ocupa su propio capítulo en el diccionario, aunque su pronunciación moderna es la misma que la de <u>, y la <y> que es considerada como vocal. Las vocales nasales son dos <ą, ę>.
| Letra | nombre       | AFI | Sonido español                               | Ejemplo | Significado |
| ----- | ------------ | --- | -------------------------------------------- | ------- | ----------- |
| a     | a            | [a] | mal                                          | matka   | madre       |
| e     | e            | [ɛ] | peso (aunque más abierta)                    | sen     | sueño       |
| i     | i            | [i] | si                                           | blisko  | cerca       |
| o     | o            | [ɔ] | cosa (aunque más abierta)                    | Polska  | Polonia     |
| u     | u u otwarte  | [u] | zumo                                         | ulica   | calle       |
| ó     | ó kreskowane | [u] | zumo                                         | góra    | montaña     |
| y     | igrek        | [ɨ] | i pronunciada en la parte trasera de la boca | syn     | hijo        |

Las vocales nasales se marcan mediante un acento diacrítico conocido como ogonek (cuyo significado literal es "colita").
| Letra | AFI  | Sonido español                                    | Ejemplo | Significado |
| ----- | ---- | ------------------------------------------------- | ------- | ----------- |
| ą     | [ɔɰ̃] | oun                                               | wąs     | 'bigote'    |
| ę     | [ɛɰ̃] | eun excepto a final de palabra que se pronuncia e | gęsty   | 'espeso'    |

La ę final tiende a perder la nasalización; de este modo, idę (yo voy), teniendo que ser pronunciado "idèun" será comúnmente pronunciado "idèn" o incluso "idè". Además, si una [i] precede a dicha vocal nasal, ambas serán pronunciadas casi como un sonido, suavizando la consonante anterior, esto es, imię (nombre) será pronunciado "imièun", siendo la [m] suave, cercana a la [ñ].

#### Diptongos y dobles vocales
Al contrario que en español, cuando dos vocales seguidas se encuentran en una palabra, son pronunciadas separadamente, en diferentes sílabas, p. ej. Haiti "Ha-i-ti".
Si dos vocales idénticas se encuentran, también serán pronunciadas por separado, p. ej. la palabra zoo se pronuncia "zo-o".
Por otro lado, cuando [i] se encuentra delante de otra vocal, marca la palatización o ablandamiento de la consonante anterior, p. ej. pies (perro).

### Consonantes

#### Una consonante, un sonido
- Algunas de las consonantes tienen un sonido idéntico al español:

| Letra | AFI | Sonido español | Ejemplo | Traducción     |
| ----- | --- | -------------- | ------- | -------------- |
| b     | [b] | bola           | Bóg     | Dios           |
| d     | [d] | delfín         | dobry   | bueno          |
| f     | [f] | fama           | film    | película       |
| g     | [g] | gato           | gazeta  | periódico      |
| k     | [k] | kilo           | kot     | gato           |
| l     | [l] | lámpara        | lampa   | lámpara        |
| m     | [m] | cama           | mięso   | carne          |
| n     | [n] | nadie          | naród   | nación, pueblo |
| p     | [p] | patio          | pole    | campo          |
| r     | [r] | perro          | ryba    | pez, pescado   |
| s     | [s] | peso           | sala    | salón          |
| t     | [t] | pata           | tani    | barato         |

La [ń] también se puede incluir en este apartado, puesto que es equivalente a la [ñ] del español.
| Letra  | AFI | Sonido español | Ejemplo  | Traducción  |
| ------ | --- | -------------- | -------- | ----------- |
| ń, ni* | [ɲ] | paño           | koń, nie | caballo, no |

- Letras cuya pronunciación no corresponde a la española o que no existe tal pronunciación en español.

| Letra   | AFI       | Sonido español | Ejemplo       | Traducción         |
| ------- | --------- | --- | ------------- | ------------------ |
| c       | [ʦ]       | tse-tse | noc           | noche              |
| ć, ci*  | [tɕ]      | noche, pero con la lengua en posición más adelantada en el paladar. Corresponde al sonido alemán del dígrafo ch en ich pronunciado simultáneamente con una t | mieć, ciemno  | tener, oscuramente |
| h       | [x]       | jota | hala          | sala, nave         |
| j       | [ĭ] o [j] | yerma, hierba | jutro         | mañana             |
| ł       | [ŭ] o [u] | huerto, web, l final portuguesa; líquida lateral velar | mały          | pequeño            |
| ś, si*  | [ɕ]       | sh inglesa pero con la lengua en posición más adelantada en el paladar. Corresponde al sonido alemán del dígrafo ch en ich                                   | środa, siedem | miércoles, siete   |
| w       | [v]       | v francesa | wino          | vino               |
| z       | [z]       | mismo en pronunciación esmerada, s sonora inglesa | zero          | cero               |
| ź, zi*  | [ʑ]       | alveopalatal fricativo sonoro; es la contraparte sonora de la letra ś                                                                                        | źle, zielone  | malamente, verde   |
| ż / rz* | [ʒ]       | en inglés measure; como la pronunciación argentina del dígrafo ll en calle                                                                                   | róża, rzeka   | rosa, río          |

#### Dígrafos o consonantes dobles
Hay algunos grupos de consonantes que representan un solo sonido. Estos se explican a continuación, a excepción de [ni], que se explica cuando se tratan la [ń] y [ci, rz, si, zi], que son explicados cuando [ć,ż,ś,ź], respectivamente.
| Letra    | AFI  | Sonido español  | Ejemplo        | Traducción     |
| -------- | ---- | --------------- | -------------- | -------------- |
| ch       | [x]  | jamón           | chleb          | pan            |
| cz       | [ʧ]  | ch española     | czas           | tiempo         |
| dz1, 3   | [ʣ]  | en inglés woods | bardzo         | muy            |
| dź, dzi2 | [dʑ] | en inglés jeans | dźwig, godzina | ascensor, hora |
| dż       | [ʤ]  | en inglés jam   | dżem           | mermelada      |
| sz       | [ʃ]  | sh inglesa      | szynka         | jamón          |

Además existen otros grupos de consonantes que se pronuncian simultáneamente, pero que corresponden a la unión de diversos sonidos simples o dobles. Estos son: ck, szcz y ść.
Coloquialmente, el fonema [ł] se pierde entre consonantes y a final de palabra después de una consonante, por ejemplo, el vocablo jabłko que significa "manzana" se pronuncia ['japkɔ].
El fonema [dż] es un dígrafo usado muy raramente, en especial en palabras tomadas de otros idiomas, así dżez significa jazz.

## Vocabulario
Abreviaturas
- m: masculino
- f: femenino
- n: neutro

| Valor | Vocablo                                     |
| ----- | ------------------------------------------- |
| 0     | zero                                        |
| 1     | jeden (m), jedna (f), jedno (n)*, raz (m)** |
| 2     | dwa                                         |
| 3     | trzy                                        |
| 4     | cztery                                      |
| 5     | pięć                                        |
| 6     | sześć                                       |
| 7     | siedem                                      |
| 8     | osiem                                       |
| 9     | dziewięć                                    |
| 10    | dziesięć                                    |
| 11    | jedenaście                                  |
| 12    | dwanaście                                   |
| 13    | trzynaście                                  |
| 14    | czternaście                                 |
| 15    | piętnaście                                  |
| 16    | szesnaście                                  |
| 17    | siedemnaście                                |
| 18    | osiemnaście                                 |
| 19    | dziewiętnaście                              |
| 20    | dwadzieścia                                 |
| 100   | sto                                         |
| 1000  | tysiąc                                      |
| 1 000 | milion                                      |

(*) También existen las formas plurales jedni (masculino personal) y jedne (masculino no personal, femenino y neutro) para sustantivos plurale tantum como «puerta» (drzwi) o «pantalones» (spodnie).
(**) Se utiliza raz («vez») para contar: «un, dos, tres» es raz, dwa, trzy.

### Pronombres personales
- ja: 'yo'
- ty: 'tú'
- on: 'él'
- ona: 'ella'
- ono: 'ello'
- my: 'nosotros'/'as'
- wy: 'ustedes'/'vosotros'/'as'
- oni: 'ellos' (personas de género masculino)
- one: 'ellas' (todos los sustantivos femeninos y neutros, así como los sustantivos masculinos que no son personas)

## Gramática
El polaco tiene un sistema de cinco géneros, neutro, femenino y tres géneros masculinos (personal, animado e inanimado), y dos números: singular y plural (aunque quedan algunos restos de un número dual). Existen siete casos, como en los demás idiomas eslavos (excepto macedonio y búlgaro) que son nominativo, genitivo, dativo, acusativo, instrumental, locativo y vocativo.
Los sustantivos, adjetivos y verbos son flexivos, y tanto la declinación de los sustantivos como la conjugación son difíciles de aprender debido a que tienen muchas reglas y excepciones. Todo verbo puede ser perfectivo o imperfectivo.
Los verbos tienen 4 conjugaciones diferentes. Para la primera conjugación sus terminaciones son en -ąć, -ść, -źć, -ować, -ywać/iwać si termina en "ch" como en el verbo enamorarse zakochiwać się, -awać, -nąć, -uć, -c, -ać(se puede confundir con la tercera conjugación, ya que sus terminaciones son iguales), por ejemplo el verbo dar dać, " dam, dasz, da, damy, dacie,dadzą" con el verbo; por ejemplo: el verbo enviar posłać (primera conjugación) "poślę, poślesz, pośle, poślemy, poślecie, poślą" y además también con otros verbos terminados en -ać de la primera conjugación. Por ejemplo, dziać się "dzieję się, dziejesz się, dzieje się, dziejemy się, dziejecie się, dzieją się", -eć (se puede confundir con la cuarta conjugación, ya que sus terminaciones son iguales) por ejemplo, el verbo desmayarse mdleć "mdleję, mdlejesz, mdleje, mdlejemy, mdlejecie, mdleją" (primera conjugación) con el verbo entender rozumieć,rozumiem, rozumiesz, rozumie, rozumiemy, rozumiecie, rozumieją" (cuarta conjugación) y las terminaciones -ić e -yć también pueden ser confundidas con las terminaciones de la segunda conjugación. Por ejemplo, en bić (golpear) de la primera conjugación "biję, bijesz, bije, bijemy, bijecie, biją" con el verbo lubić (gustar) de la segunda conjugación "lubię, lubisz, lubi, lubimy, lubicie, lubią".
Para la segunda conjugación, sus terminaciones son en -ić y en -yć.
Para la tercera conjugación, es en -ać excepto por mieć (tener o tener que).
Para la cuarta y última conjugación es en -eć.
Los verbos suelen venir en parejas, en las que uno es imperfectivo y el otro perfectivo (que suele ser el imperfectivo con un prefijo), pero también hay una gran cantidad de verbos perfectivos con diferentes prefijos para un solo verbo imperfectivo.
Estos son los tiempos verbales:
| construcción                    | (para verbos perfectivos) | (para verbos imperfectivos) | ejemplo de imperfectivo | ejemplo de perfectivo |
| ------------------------------- | ------------------------- | --------------------------- | ----------------------- | --------------------- |
| verbo + ić                      | infinitivo                | infinitivo                  | robić                   | zrobić                |
| verbo + sufijo                  | futuro simple             | presente                    | robicie                 | zrobicie              |
| participio pasado + sufijo      | pretérito perfecto simple | pretérito imperfecto        | robiliście              | zrobiliście           |
| (este sufijo puede trasladarse) |                           |                             | żeście robili           | żeście zrobili        |

El sufijo se le coloca al verbo en la parte de la frase que lleva el énfasis. A veces la pregunta se puede enfatizar con la partícula -że. Así que '¿qué habéis hecho?' se puede escribir así:
Co zrobiliście?
Coście zrobili?
Cóżeście zrobili?
Todas estas formas se emplean sin un sujeto - wy 'vosotros'. Claro que se puede emplear el sujeto, pero solo suena bien en la primera oración, ya que en las otras dos lo que se enfatiza es el verbo, así que el sujeto no es tan importante:
Co (wy) zrobiliście?
Coście zrobili? (de hecho, los polacos omiten el sujeto en este ejemplo)
Cóżeście zrobili? (también aquí se omite el sujeto)
Co wyście zrobili? (aquí se enfatiza el "vosotros" - "wy"+ście)
El tiempo pasado del verbo depende del número y del género, así que la tercera persona singular del pretérito perfecto simple es:
zrobił '[él] hizo'
zrobiła '[ella] hizo'
zrobiło '[ello] (género neutro) hizo'
Los casos de la declinación son: nominativo, acusativo, dativo, instrumental, vocativo, genitivo y locativo.

### Orden de las palabras
Tomado del curso básico de polaco, de Wikibooks (en inglés).
En el idioma polaco, el orden básico de las palabras en la oración es del tipo SVO (sujeto-verbo-objeto), si bien, dado que es una lengua flexiva, tal orden no es fundamental. La conjugación del verbo permite la omisión del sujeto y, de igual modo, el complemento también puede desaparecer si es evidente por el contexto. Las siguientes frases significan lo mismo ("Michell tiene un gato"):
- Michell ma kota ("Michell tiene un gato")
- Michell kota ma ("Michell un gato tiene")
- Ma Michell kota ("Tiene Michell un gato")
- Ma kota Michell ("Tiene un gato Michell")
- Kota Michell ma ("Un gato Michell tiene")
- Kota ma Michell ("Un gato tiene Michell")

Sin embargo, solo la primera oración suena natural en polaco. Las demás, si se usan, deben utilizarse solo para enfatizar algún elemento de la oración.
Siempre que se pueda averiguar por el contexto, el sujeto, el complemento o incluso el verbo pueden omitirse:
- Ma kota - si es obvio que hablamos de Michell
- Ma - respuesta a "Czy Michell ma kota?" (¿Tiene Michell un gato?)
- Michell - respuesta a "Kto ma kota?" (¿quién tiene un gato?)
- Kota - respuesta a "Co ma Michell?" (¿qué tiene Michell?)
- Michell ma - respuesta a "Kto z naszych znajomych ma kota?" (¿cuál de nuestros conocidos tiene un gato?)

En polaco, existe la tendencia a omitir el sujeto y no el complemento. Es raro que se omita el complemento y no el sujeto. Si la pregunta fuera "Kto ma kota?" (¿quién tiene un gato?), la respuesta debe ser "Michell" tal cual, sin verbo.
En particular, "ja" (yo) y "ty" (tú), así como sus plurales "my" (nosotros/as) y "wy" (vosotros/as), se omiten casi siempre. Esto es algo que ocurre con una frecuencia similar en español debido a que ambas lenguas contienen esa información en sus respectivas conjugaciones verbales.